# Miguel Ángel Blanco
Miguel Ángel Blanco Garrido (Ermua, Vizcaya, 13 de mayo de 1968-San Sebastián, Guipúzcoa, 13 de julio de 1997) fue un político español, concejal de Ermua (Vizcaya) por el Partido Popular entre 1995 y 1997. De profesión economista y de oficio albañil, en 1995 se afilió al Partido Popular del País Vasco y fue elegido concejal ese mismo año.
El jueves 10 de julio de 1997, Blanco fue secuestrado por tres miembros de la banda terrorista ETA, que exigieron a cambio el acercamiento de todos los presos de la organización terrorista a las cárceles del País Vasco. El secuestro generó una importante reacción social en contra de ETA. Dos días después, se convocó en Bilbao una manifestación contra el secuestro de Blanco. Fue la mayor manifestación contra ETA de la historia, reuniendo hasta 500 000 personas. También hubo manifestaciones en San Sebastián, Vitoria, Madrid, Barcelona, Zaragoza y otras ciudades. En total, alrededor de 2,5 millones de personas participaron en alguna manifestación contra el secuestro.
Ante la negativa del Gobierno central a negociar con la banda terrorista ETA, Blanco fue ejecutado y tiroteado en una pista forestal cerca de la localidad de Lasarte a la tarde del 12 de julio. Fue encontrado con vida, pero murió en la madrugada del día 13.

## Biografía
Hijo de Miguel Blanco, albañil nacido en la población orensana de Junquera de Espadañedo y fallecido en Vitoria el 12 de marzo de 2020, y Consuelo Garrido, nacida en la población orensana de La Merca y fallecida en Madrid el 1 de abril de 2020. Miguel Ángel tenía una hermana, María del Mar.
Se licenció en Ciencias Económicas por la Universidad del País Vasco en el Campus de Vizcaya. La carrera de empresariales le apasionó en grado sumo. Leía mucho. Apasionado de la trilogía El Señor de los Anillos de Tolkien, la leyó en varias ocasiones.
Durante un tiempo trabajó como albañil con su padre, hasta que encontró otro trabajo más acorde con sus estudios como economista en la consultoría Eman Consulting de la localidad de Éibar, a donde se trasladaba diariamente en ferrocarril, rutina que facilitó su secuestro por los terroristas.
En 1995 se afilió a Nuevas Generaciones del Partido Popular País Vasco, dirigidas en aquella fecha por su amigo Iñaki Ortega Cachón. Este lo convenció y logró que se integrara en el comité ejecutivo provincial; posteriormente fue elegido número tres en las listas del PP en las elecciones municipales de mayo en 1995, en las que su partido cuadruplicó sus anteriores resultados en Ermua, logrando su acta de concejal.

## Secuestro y muerte

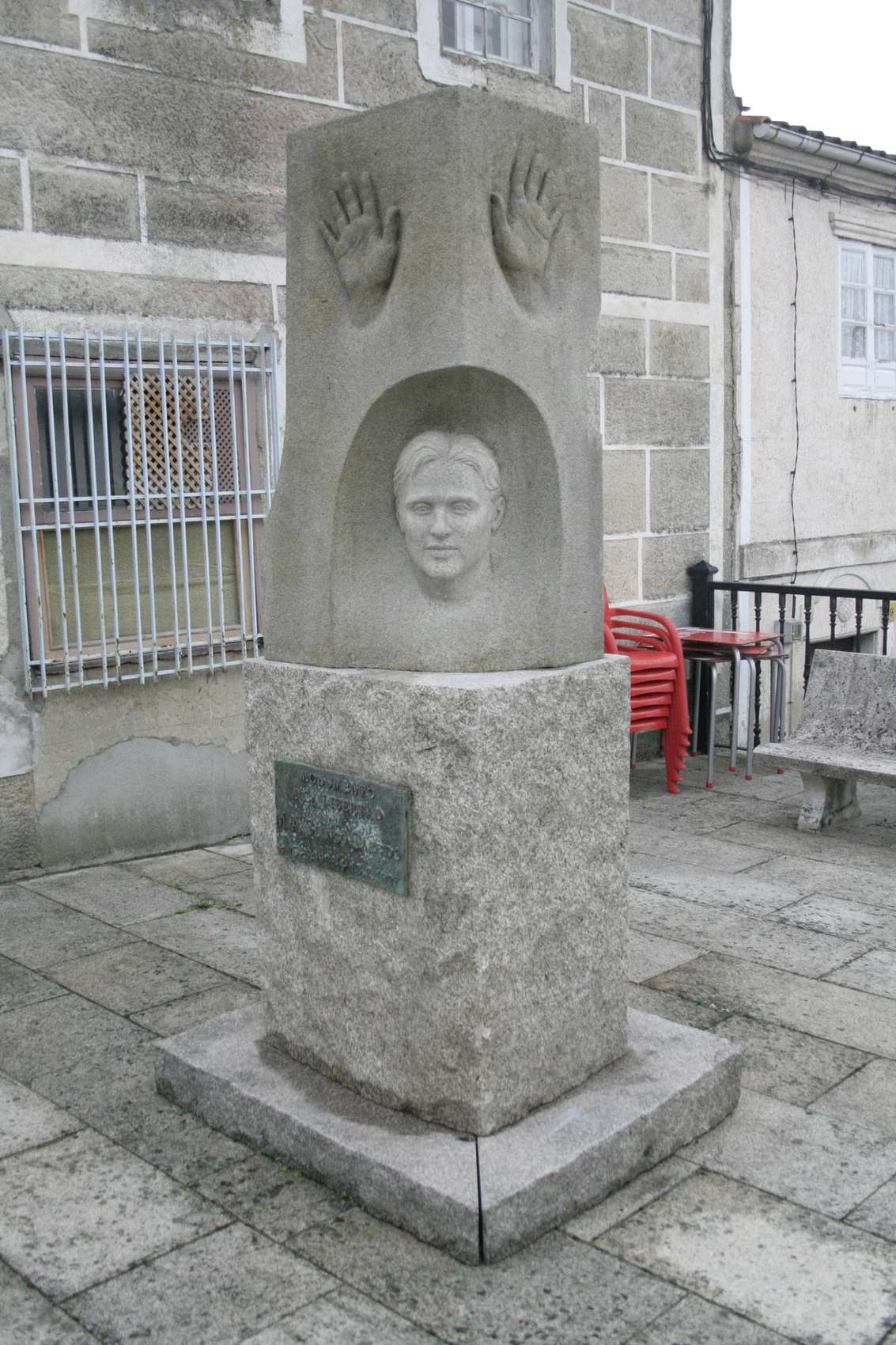
Monumento en memoria a Miguel Ángel Blanco en Junquera de Espadañedo (Orense)

El 1 de julio de 1997, el funcionario de prisiones José Antonio Ortega Lara fue liberado por la Guardia Civil, tras pasar 532 días en un zulo de la localidad de Mondragón, siendo detenidos los cuatro terroristas que lo mantenían secuestrado.
Francisco Javier García Gaztelu, alias «Txapote», Irantzu Gallastegui Sodupe, «Amaia», y José Luis Geresta Mujika, «Oker» o «Ttotto», todos miembros del comando Donosti de ETA, intentaron localizar a Miguel Ángel Blanco el miércoles 9 de julio a partir del trayecto que hacía normalmente desde su domicilio, en la calle Iparraguirre de Ermua. Los tres terroristas no lo localizaron, ya que Blanco se había desplazado con un vehículo que pertenecía a su padre.
Al día siguiente, fue localizado a las 15:30 horas, cuando bajaba del tren para acudir a su lugar de trabajo en la empresa Eman Consulting, Irantzu Gallastegui «Nora» abordó al concejal y lo introdujo en un vehículo oscuro que estaba estacionado en la calle Ardanza. A las 18:30 horas, los etarras pidieron el acercamiento de los presos de ETA a cárceles del País Vasco, en un comunicado que fue difundido por la emisora de radio Egin Irratia, diciendo que si antes de las 16 horas del sábado 12, el Gobierno, presidido por José María Aznar, no llevaba a cabo el acercamiento de los presos, ejecutarían a Blanco.
El concejal fue retenido en algún lugar aún desconocido. Allí fue maniatado y permaneció hasta el día del ultimátum. El 12 de julio, los tres terroristas lo introdujeron en el maletero de un vehículo y lo llevaron a una pista forestal de la localidad de Lasarte-Oria, en Guipúzcoa. Gaztelu, viendo que sus exigencias no se habían cumplido, le disparó dos veces en la cabeza a las 16:50, mientras Mujika le forzaba a ponerse de rodillas con las manos atadas a la espalda. Blanco no murió en el acto. Dos hombres que caminaban por el campo en Azokaba descubrieron poco después a Blanco aún con vida. Fue trasladado a la Residencia Sanitaria Nuestra Señora de Aránzazu, pero no se pudo hacer nada por él. Miguel Ángel Blanco falleció a las 5:00 horas del 13 de julio de 1997.

### Repercusión

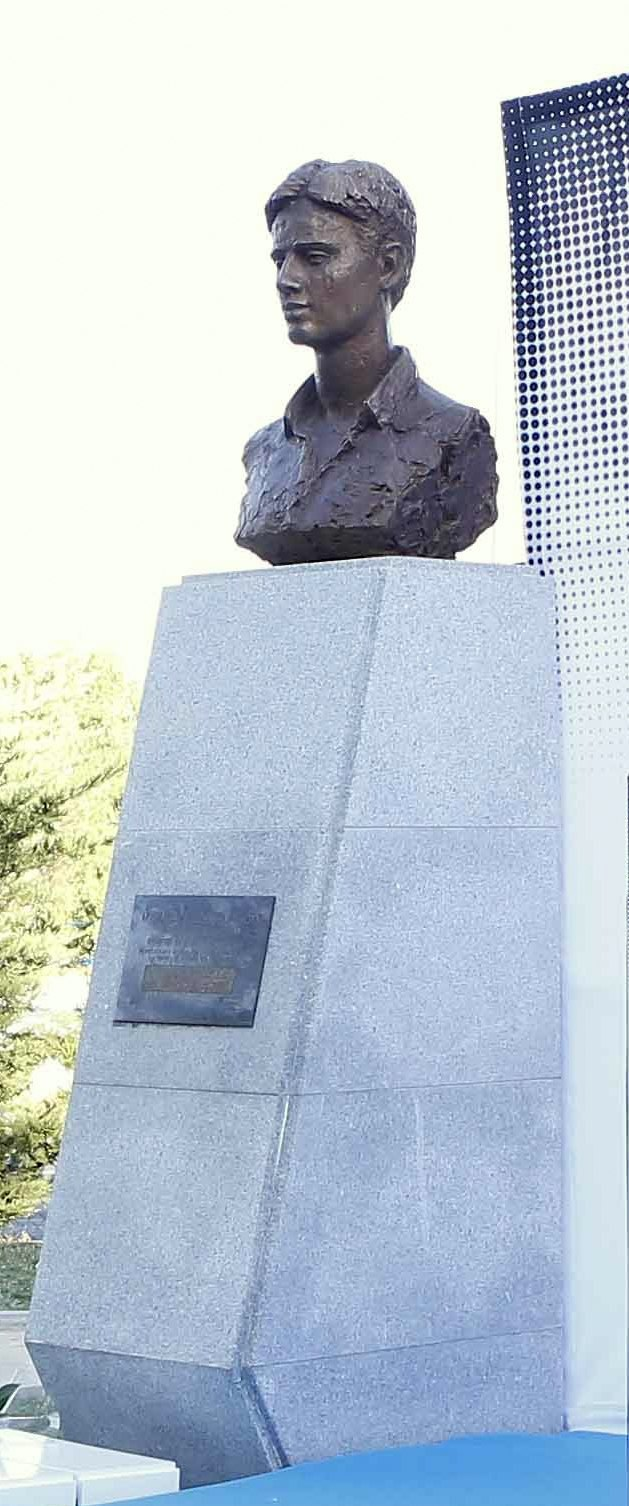
Busto memorial en los Jardines de Miguel Ángel Blanco en Madrid

El asesinato de Miguel Ángel Blanco supuso una importante movilización en contra de ETA. Tras su muerte se acuñó el término espíritu de Ermua y se creó el 18 de diciembre de 1997 la Fundación Miguel Ángel Blanco. La entidad promotora de esta fundación fue RTVE, que donó para su creación los ingresos obtenidos durante el acto homenaje en recuerdo de Miguel Ángel Blanco.
Su secuestro y asesinato provocaron un sentimiento social de rechazo hacia ETA en grandes sectores de la ciudadanía. Aunque asociaciones como Gesto por la Paz de Euskal Herria ya habían iniciado en 1986 sus movilizaciones cívicas contra la violencia, a partir de entonces las organizaciones y las expresiones en contra de la violencia de ETA aumentaron.
El Foro Ermua surge tras la reunión de varios profesores después del secuestro y posterior asesinato del concejal. Su eje de acción fue un manifiesto de repulsa donde se proclama su oposición a cualquier negociación con ETA que no sea su disolución como organización armada y la unidad antiterrorista de los dos grandes partidos políticos, PP y PSOE.
El 30 de junio de 2006 se juzgó a los responsables, «Txapote» y «Nora» —Mujika apareció muerto dos años después del asesinato—, y se los condenó a 50 años de prisión, por el secuestro y asesinato del concejal. Durante los mismos días del juicio, Telecinco emitió el documental Miguel Ángel Blanco: el día que me mataron.
Los familiares de Miguel Ángel fueron expulsados del juicio por interrumpir la vista tras enfrentarse a los acusados y sus familiares.
Tras el décimo aniversario de la muerte de Blanco, sus familiares trasladaron su cuerpo desde el nicho del cementerio de Ermua al de la localidad orensana de La Merca, donde descansa en su tumba, debido a la profanación constante de su tumba a manos de simpatizantes del grupo terrorista ETA.

### Cobertura mediática
El secuestro y asesinato de Miguel Ángel Blanco fue objeto de una cobertura informativa muy importante durante las 48 horas que duró el secuestro. Las cadenas de televisión y los periódicos lucieron lazos azules o negros en sus cabeceras. Las figuras de los principales informativos de radio y televisión como Ernesto Sáenz de Buruaga, Pedro Piqueras y Àngels Barceló cubrieron los acontecimientos desde el País Vasco. A las 15.59h del sábado 12 de julio, un minuto antes del fin del ultimátum de 48 horas reclamado por ETA, TVE, Antena 3, Telecinco, Canal + y las cadenas autonómicas agrupadas en FORTA, guardaron 60 segundos de silencio.  A las 17.25h, tras conocerse la aparición del cuerpo de Miguel Ángel Blanco, la 1 de TVE comenzó un especial informativo de más de tres horas y media de duración, con una cuota de pantalla del 57,41%. En total, según los datos recogidos por un estudio de Zenith Media, los diferentes programas informativos del fin de semana congregaron a más de 25 millones de personas delante de los televisores. Según el mismo estudio, en el País Vasco, hasta el 73% de la población siguió en algún momento los especiales informativos de televisión. En muchos municipios sonaron las campanas, en homenaje al concejal, tras saberse el desenlace del secuestro. El funeral y entierro de Miguel Ángel Blanco el 15 de julio fue un evento difundido en directo por las cadenas de televisión españolas, llegando incluso cadenas internacionales como la CNN y la BBC a emitir imágenes en directo durante sus informativos.

### Actos de violencia popular
La noche del 12 de julio ardió la herriko taberna de Ermua y las llamas tuvieron que ser sofocadas por Protección Civil. Al día siguiente, también en Ermua, la Ertzaintza evitó que tres jóvenes, a los que se relacionó con Jarrai, fueran linchados por una masa que se manifestaba en contra de ETA.

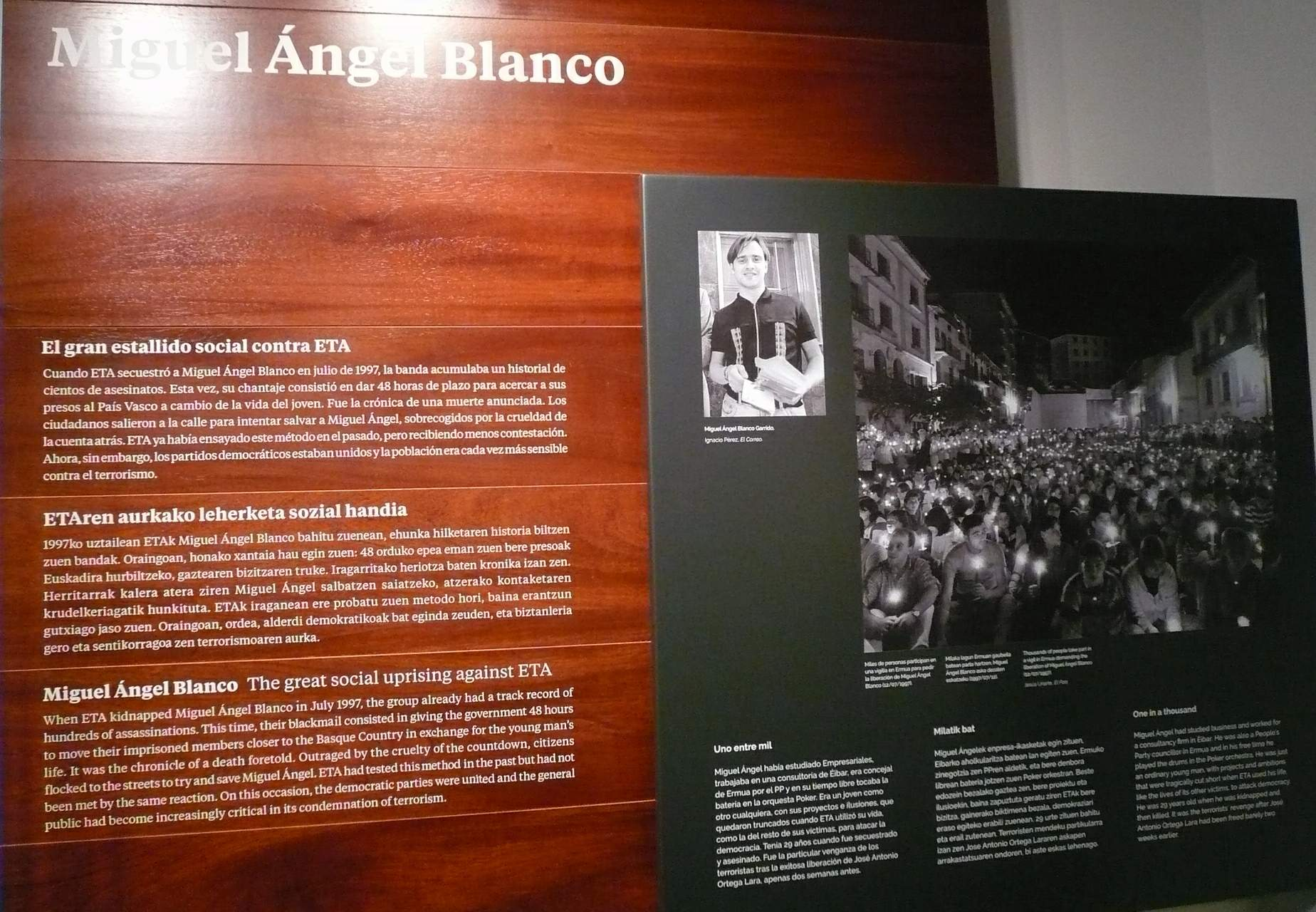
Panel dedicado a Miguel Ángel Blanco en el Centro Memorial de las Víctimas del Terrorismo (Vitoria)

En ese sentido, muchos de los gritos de las manifestaciones de protesta que tuvieron lugar el 12, 13 y 14 de julio en el País Vasco pedían venganza contra ETA y acusaban a Herri Batasuna de ser un colaborador de los actos de la banda terrorista. Se oyeron lemas como  "sí, sí sí, lo vamos a vengar" y  "HB, lo tienes que pagar".
La actuación de algunos medios, como el periódico ABC que llevó a su portada del 13 de julio el titular: "ETA/HB cumplió su amenaza". El 14 de julio, en Vitoria, la intervención de los cargos de Eusko Alkartasuna Rafael Larreina y Patxi Ormazábal impidió que una multitud linchara a un grupo que había gritado "vivas a ETA" y por el acercamiento de los presos durante una manifestación de recuerdo. Ese mismo día, en San Sebastián, la sede de HB fue objeto de lanzamientos de piedras y huevos. En Pamplona, en plenos San Fermines, 18 jóvenes próximos a la izquierda abertzale fueron hospitalizados tras los disturbios del 14 de julio, cuando varias personas intentaron asaltar la sede de HB en la ciudad.
El propio lendakari, José Antonio Ardanza, acusó a HB de ser "cómplices" con su silencio.
Herri Batasuna denunció, por su parte, en un comunicado del domingo 14 de julio: "Las fuerzas políticas del Pacto de Ajuria Enea no nos ofrecen ninguna salida y, atrincheradas junto con el PP en su clara apuesta a favor del enfrentamiento, hacen un llamamiento al linchamiento social y a la puesta en práctica de un auténtico estado de excepción".

## En la cultura popular

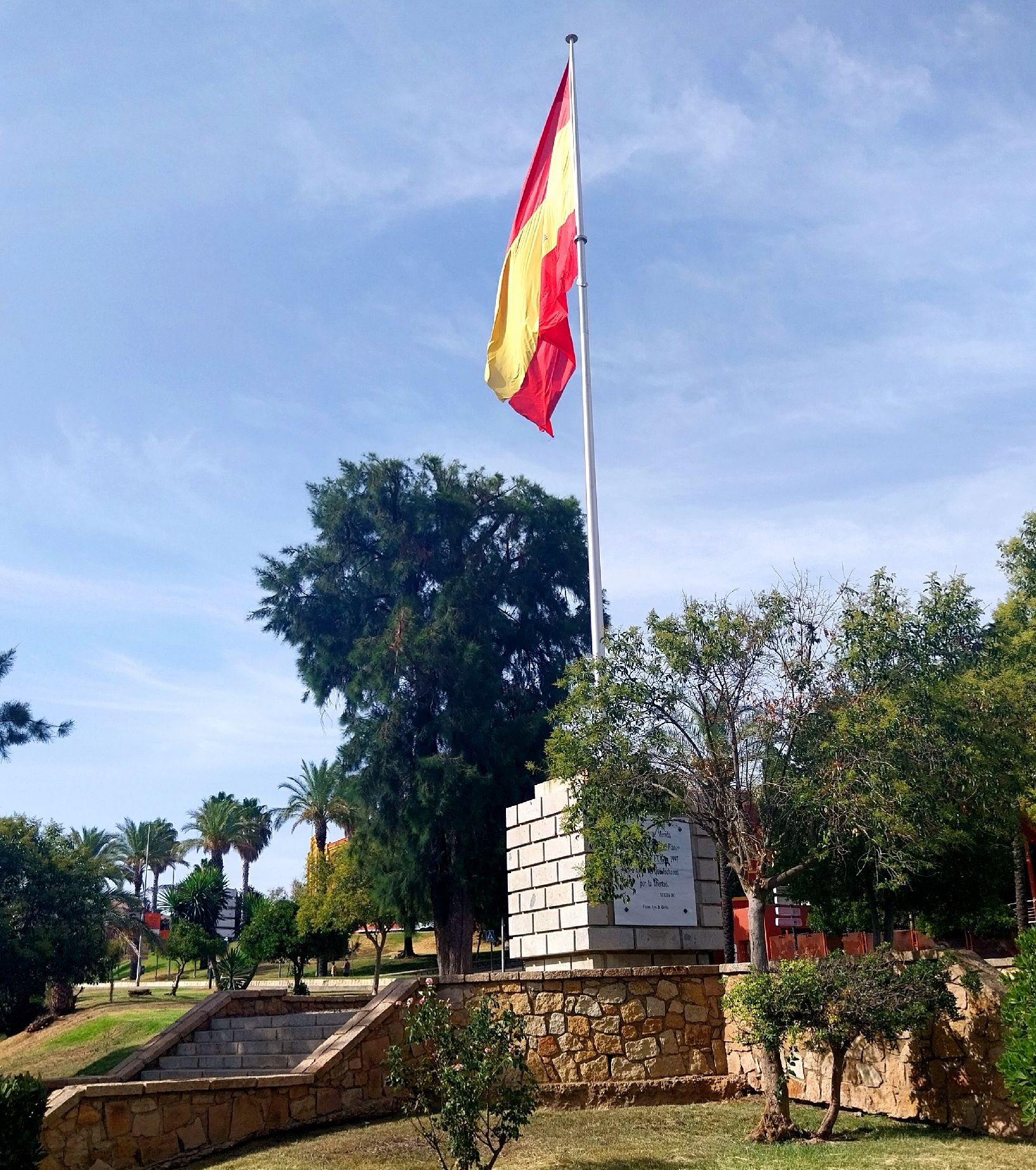
Memorial de Miguel Ángel Blanco erigido en 2012 en Mérida (Badajoz)

El cantautor Carlos Goñi, líder del grupo musical Revólver, compuso la canción «Una lluvia violenta y salvaje», de su disco Básico 2, en homenaje a Miguel Ángel Blanco.
En 2008, el director de cine Manuel Estudillo realizó la película Futuro: 48 horas, sobre sus últimos días de vida. Su personaje fue interpretado por Andoni Gracia. Tuvo que ser rodada en Mieres y Moreda (Asturias) en vez de en Ermua, ante los problemas que planteaba la aún existencia de ETA.
En 2023 la serie Cuéntame como pasó representó las 48 horas que mantuvieron a España al vilo por el secuestro y posterior asesinato de Miguel Ángel Blanco.